# Manisuris myurus
Manisuris myurus är en gräsart som beskrevs av Carl von Linné. Manisuris myurus ingår i släktet Manisuris och familjen gräs. Inga underarter finns listade i Catalogue of Life.